# Joe Hendricks
Joseph Edward "Joe" Hendricks, född 24 september 1903 i Lake Butler i Florida, död 20 oktober 1974 i Lakeland i Florida, var en amerikansk demokratisk politiker. Han var ledamot av USA:s representanthus 1937–1949.
Hendricks avlade år 1934 juristexamen vid Stetson University och inledde sedan sin karriär som advokat i DeLand. I kongressvalet 1936 besegrade han republikanen C.F. Batchelder. Hendricks efterträddes 1949 som kongressledamot av Albert S. Herlong.
Hendricks avled 1974 och gravsattes på Lakeland Memorial Cemetery i Lakeland.